# Мысловка
Мысловка (укр. Мислівка) — село в Выгодской поселковой общине Калушского района Ивано-Франковской области Украины.
Население по переписи 2016 года составляло 300 человек. Занимает площадь 29,841 км². Почтовый индекс — 77210. Телефонный код — 3477.